# Pholidochris sjoestedti
Pholidochris sjoestedti är en skalbaggsart som beskrevs av Brenske 1903. Pholidochris sjoestedti ingår i släktet Pholidochris och familjen Melolonthidae. Inga underarter finns listade i Catalogue of Life.